# Utrechts Stedelijk Gymnasium

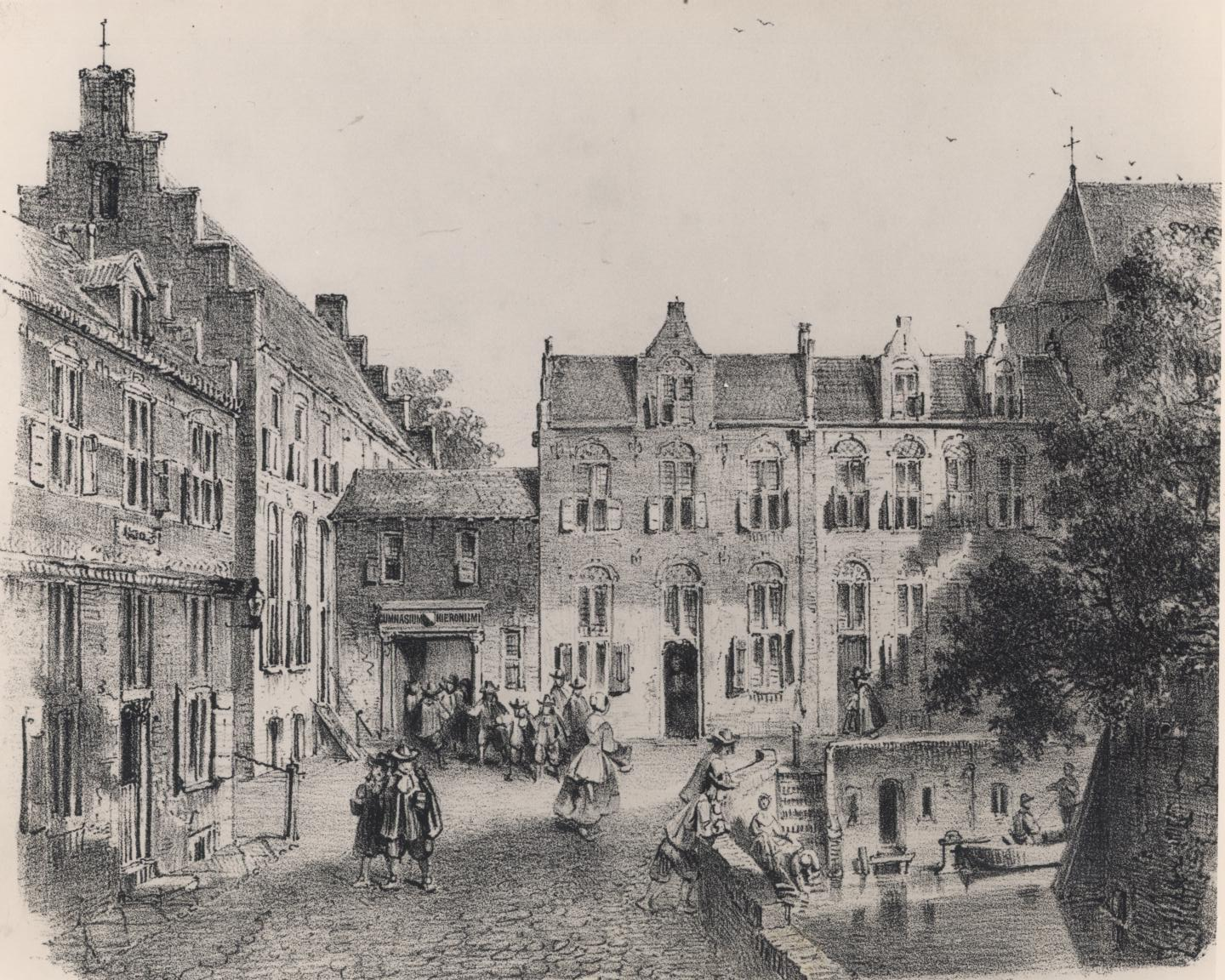
De Hiëronymusschool naar de 17e-eeuwse situatie.

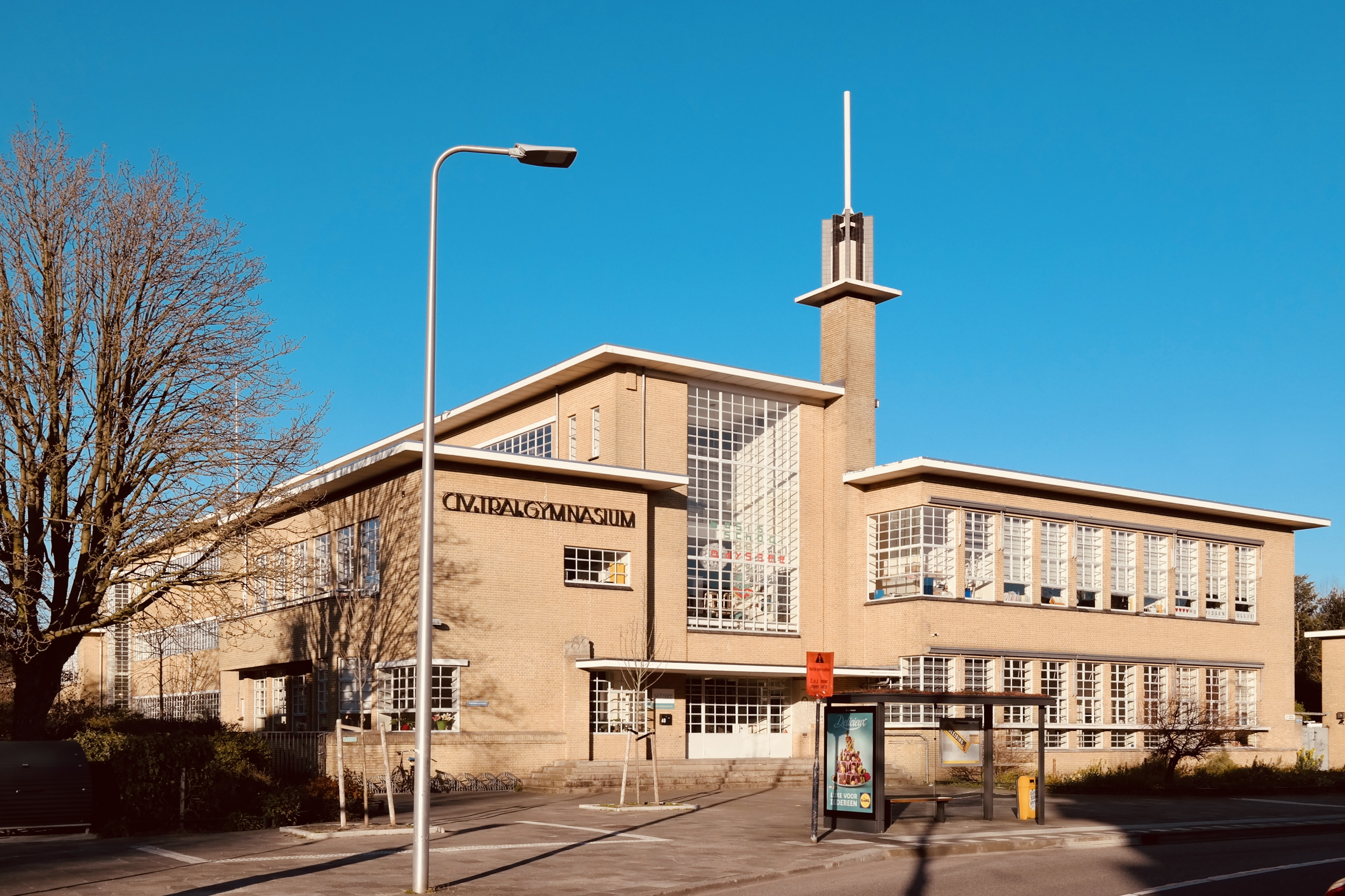
De voormalige vestiging aan de Homeruslaan.

Het Utrechts Stedelijk Gymnasium (USG) is een categoraal gymnasium in de Nederlandse stad Utrecht. Het is een openbare school die valt onder de Stichting Openbaar Voortgezet Onderwijs Utrecht (Nuovo Scholengroep), die voor de gemeente Utrecht het openbaar voortgezet onderwijs beheert.

## Geschiedenis

### Hiëronymusschool
Het ontstaan van de school is gelegen in de Moderne Devotie met als uitvloeisel Broeders van het Gemene Leven die in 1474 aan de Utrechtse Kromme Nieuwegracht het Hieronymusconvent stichtten. Nog dat jaar startten de broeders als extra inkomstenbron de Hiëronymusschool/Hieronymusschool.
In de 16e eeuw had de school zich ontwikkeld tot de belangrijkste in de stad, niet in de laatste plaats door medewerkers zoals Macropedius en het stadsbestuur dat de school begunstigde. Het gegeven onderwijs aan deze Latijnse school werd uitsluitend aan jongens gegeven. Er waren meerdere klassen met voor iedere klas een leraar en een lokaal. Na het bekwamen in het lezen en schrijven kregen de leerlingen in hogere klassen lessen in Latijn en later ook Grieks. Aanvullende lessen die gevolgd konden worden waren wis- en natuurkunde en Hebreeuws. Hoewel jongens uit arme gezinnen onderwijs op de Hiëronymusschool konden volgen, was het merendeel van de leerlingen afkomstig uit rijke(re) gezinnen die daarnaast veelal van buiten de stad afkomstig waren. Vanaf 1586 was de school de enige officiële onderwijsinstelling waar Latijn kon worden gevolgd in een veranderend Utrechts onderwijslandschap dat onder meer een hervorming kende en de opheffing van de kapittelscholen. De school zou ook wel bekend komen te staan als De Grote School.
Hoewel de leerlingen opgeleid werden voor de universiteit met vooral les in het Latijn, was een academische onderwijsinstelling nog niet aanwezig in Utrecht. Die kwam er toen rond 1632 door de vroedschap werd besloten een illustere school op te richten. Ze werd verbonden aan de zo'n 400 leerlingen tellende Hiëronymusschool en de illustere school zou in 1636 verheven worden tot de Universiteit Utrecht. In de periode tot de 19e eeuw kreeg de Hiëronymusschool vervolgens te maken met een gestaag dalend leerlingenaantal. Rond 1800 telde ze nog maar 50 leerlingen met als belangrijke oorzaak dat er geen onderwijs in het Frans en boekhouden kon worden gevolgd. In 1830 vestigde de school zich vanaf de Kromme Nieuwegracht in een kazerne op het Domplein waarna vanaf 1841 aan de Minrebroederstraat een nieuwe onderwijslocatie werd gevonden. De school is daar gaandeweg uitgebreid tot aan het Janskerkhof. Onderwijl voltrokken zich diverse veranderingen in het onderwijs zoals leraren die een specifiek lesvak aan alle klassen dienden te onderwijzen.

### Gymnasium
Tussen 1864 en 1876 volgde de omzetting van de Hiëronymusschool naar een gymnasium. Hierdoor ontstond het (Utrechts) Stedelijk Gymnasium. Het was vanaf 1932 gevestigd in een opvallend gebouw aan de Homeruslaan in Oudwijk, aan de oostzijde van de stad. Het bouwwerk, opgetrokken in gele baksteen, is ontworpen door de stadsarchitect J.I. Planjer en kreeg later de status van gemeentelijk monument.
Vanwege ruimtegebrek verhuisde het gymnasium in 2011 naar een nieuwbouwpand aan de Ina Boudier Bakkerlaan, dat opvalt door de scheve ramen aan de voorzijde. Toen de bouw van dit pand in 2008 startte, was het nog bestemd voor het Centraal College, een vmbo-school, maar tegen de tijd dat het gebouw af was, werd besloten dat het Centraal College moest fuseren met het Vader Rijncollege in Overvecht.
In het oude schoolgebouw van het USG aan de Homeruslaan kwam vervolgens (2012) de Maliebaanschool, die twee jaar later de naam basisschool De Odyssee kreeg, naar het beroemde epos van Homerus.
Vanaf de jaren negentig groeide het aantal leerlingen van het USG sterk; in het schooljaar 2024-2025 heeft de school 1180 leerlingen.

## Internationaliseringsprojecten
Het Utrechts Stedelijk Gymnasium onderhoudt sterke banden met de steden Padua en Brno. Ook kan er op de school sinds een paar jaar de speciale GLOS leerlijn (voormalig ELOS) worden gevolgd die leerlingen voorbereidt op een internationale carrière.

## Bekende (oud-)leraren en -leerlingen
| - Johan Willem Beyen - Nico Bloembergen, Nobelprijswinnaar natuurkunde - Cornelis Booth - Ivo van Breukelen - Marius Roelof Johan Brinkgreve - Aernout van Buchel - Maxim Februari - Bastiaan Geleijnse - Wim Gerritsen - Zimra Geurts | - Wopke Hoekstra - Ellen Hoog - Henricus Huijbers, historicus - Pieter Kramer - Hans Kuiper - Laurien Leurink, hockeyer - Bertus van Lier, componist - Thomas van Luyn - P.H. van Moerkerken jr. (1889-1895), schrijver - Charlotte Mutsaers - Patrick Nieuwenhuyse | - Hugo Nolthenius, docent klassieke talen - John Reid - Maarten Raven - Digna Sinke - Guus Sötemann - Klaas Vermeulen (hockeyer) - Sander Vos - Cora Vreede-de Stuers - Erich Wichmann - René van Zinnicq Bergmann |